# ジョン・P・オニール
ジョン・パトリック・オニール （John Patrick O'Neill、1952年2月6日 – 2001年9月11日）は、アメリカの対テロ作戦専門家。元連邦捜査局（FBI）捜査官。ニュージャージー州アトランティックシティ出身。アメリカ同時多発テロ事件により命を落とした。

## 概要
オニールはアメリカの治安担当の要職にあってウサーマ・ビン・ラーディンやアルカーイダに早くから着目した数少ない人物のひとりであり、彼らに最も詳しい専門家のひとりであった。しかしFBIとCIAの対立及び自身の問題もありFBIを2001年8月に退官。
退官後はワールド・トレード・センターの警備責任者に就任したが、直後の2001年9月11日、奇しくも自身が危惧していたビン・ラーディンらが引き起こしたアメリカ同時多発テロ事件に巻き込まれ命を落とした。
オニールについては、米PBSの長寿ドキュメンタリー番組『フロントライン』が2002年10月3日放映回にて、取り上げている。また、ほかにも、作家ローレンス・ライトによる『倒壊する巨塔 -アルカイダと「9.11」への道-』（2006年）、そのドラマ化作品である『倒壊する巨塔』(2018年)、米ABCのドラマ番組『9.11 アメリカ同時多発テロ 最後の真実』（2006年9月放映）など、オニールを題材にした書籍や映像作品が発表されている。

## 経歴

### 幼少期からFBI勤務まで
ニュージャージー州アトランティックシティにて出生。子供の頃のお気に入りのテレビ番組は『FBIアメリカ連邦警察』であり、将来はFBIで働くことを夢見ていた。
1971年、ホーリースピリット高校を卒業後、ワシントンD.C.のアメリカン大学に登録しつつワシントンのFBI本部で勤務を開始。当初は指紋担当及びツアーガイドとして働いた。
1974年、アメリカン大学を卒業し司法行政で学士号を取得。後にジョージ・ワシントン大学にて法科学の修士号を取得する。

### 1976年～1994年
1976年、子供の頃からの夢だったFBIの捜査官となったオニールは15年間知能犯罪、組織犯罪、カウンターインテリジェンス担当としてワシントン支局で勤務する。
1991年、オニールはシカゴ支局への異動を命じられ、特別捜査官補に昇進する。支局ではFBIと地域の法執行機関の連携及び関係性を強化する逃亡者特別対策本部を設置し、1994年にはVAPCON（中絶クリニック爆破事件特別捜査本部）のスーパーバイザーに就任する。

### 1995年～1996年
1995年、FBI本部の対テロ作戦部長に就任。勤務初日に友人であるリチャード・クラークより1993年の世界貿易センター爆破事件と1994年のフィリピン航空434便爆破事件の主犯であるラムジ・ユセフがパキスタンに滞在していることを聞かされ、ユセフの逮捕とアメリカへの身柄引き渡しを成功させる。この件をきっかけとしてオニールはイスラム過激派が引き起こすテロリズムのエキスパートとなっていく。
1996年6月25日にサウジアラビアのアル・コバールで発生したコバールタワー爆破事件では直接捜査に関わることとなるが、捜査に非協力的なサウジアラビアの姿勢に激怒し、当時のFBI長官であるルイス・フリーに食って掛かったこともあったという。
これ以後、オニールはイスラム過激派のテロリズムに警鐘を鳴らし続け、国家の支援を受けない新しいタイプのテログループが生まれ、アメリカで既に組織されていると警告し、特にアフガニスタン紛争においてソ連と手を結んでいたアフガニスタン人民民主党に反対する武装勢力に所属していた民兵が大きな脅威になっており、彼らが世界的なネットワークを構築していると述べている。

### 1997年～1999年
1997年1月、オニールはFBI支局で最も大きく花形と言われているニューヨーク支局の特別捜査官（国家安全保障問題担当）に任命された。
かねてよりオニールはオサマ・ビン・ラディンとアル・カーイダの関係性に着目しており、支局にアルカイダ対策部署を立ち上げた。
1998年5月28日にビンラディンとABCニュースの特派員であるジョン・ミラーのアフガニスタンでのインタビューが実施された際には、オニールの友人でABCニュースのプロデューサーであるクリス・アイシャムとミラーはオニールがまとめた情報を使ってビンラディンへの質問を作成した。
なお、インタビューが放映された後、オニールはアイシャムに対してビンラディンのことをより深く理解するため、編集前の映像を公開するよう強く迫ったという。
1998年8月7日、ケニアのナイロビとタンザニアのダル・エス・サラームにおいてアメリカ大使館連続爆破事件が発生する。誰よりもオサマ・ビンラディンとアル・カイーダのネットワークに詳しいと自負していたオニールはフリー長官に捜査への参加を申し出たが、伝統的に大使館に対する攻撃はワシントン支局が捜査を主導しており、ニューヨークとワシントンとの間に深刻な対立を引き起こした。最終的にFBI本部はニューヨーク支局が捜査を主導することを認めた。
しかしこの頃よりオニールと周囲との軋轢が高まり、自身の度重なる不祥事(官製の携帯電話やPDAの紛失、セーフハウスの車両を無断で使用し、ガールフレンドをセーフハウスに招き入れる、機密文書が入ったブリーフケースを盗まれる)も相まって昇進のスピードは鈍っていった。
「倒壊する巨塔」の著者であるローレンス・ライトによると、既婚者であるにもかかわらずオニールは愛人を数人囲っており(妻と二人の子供とは別居していた)、彼女たちとは自身は独身及び妻とは離婚したと嘘をついて交際し、再婚を仄めかせていた。加えて愛人への豪華なプレゼント、同僚との豪遊費、別居する妻子への生活費を捻出するために金持ちの友人からかなりの額の借金を重ねることとなった。
1999年の夏にはセーフハウスにガールフレンドを招き入れたことが懲戒処分の対象となり、15日分の減給処分を受けた。
1999年にはCIAがバージニアに立ち上げたビンラディン対策部署に側近であるマーク・ロッシーニを派遣し、CIAが保有している情報の提供を求めたが、そこの責任者であるマイケル・シューアー及びCIA長官であるジョージ・テネットによってビンラディン対策部署の責任者に任命された後任のリチャード・ブリーはロッシーニへの情報提供を拒否し、アメリカン航空77便テロ事件を引き起こしたテロリストであるナワーフ・アル＝ハーズミーとハリード・アル＝ミンザールのアメリカへの入国が見過ごされることとなった。

### 2000年～FBIを退職
1999年の年末から2000年の年初にかけてアル・カイーダが複数の国でテロ攻撃を企図したいわゆる「2000年ミレニアム攻撃計画」のうち、ロサンゼルス国際空港でテロを起こそうとしたアハメド・レッサムの逮捕後にオニールは捜査を指揮し、同僚であるリチャード・クラークは「9/11以前で最も包括的な捜査」と評した。
この頃にはオニールはFBI内での昇進を複数回見送られたと言われており（1999年には国家安全保障担当次官補、2000年初頭にはニューヨーク支局長）、2000年10月12日にイエメンのアデン湾で発生した米艦コール襲撃事件に関する捜査の指揮官に任命されたが、駐イエメン大使であるバーバラ・ボウディンとは事件の捜査方針が全く異なっており、時間が経つにつれ両者の対立は深まるばかりであった。
結局事件から２か月もたたないうちにオニールはアメリカ本国に呼び戻され、ボウディンの反対もあってイエメンには戻ることなく、両者の深刻な対立はマスコミにも取り上げられるほどであった。加えて現地に残った捜査官にも身の危険が及んだため、フリー長官はオニールの勧めもあって2001年6月に捜査班をイエメンから撤退させた。
2001年初頭、国家安全保障・インフラ保護・テロ対策調整官であるリチャード・クラークは異動を希望し、その後任にはオニールがふさわしいと主張したが、その給与はオニールの満足する額ではなかった。加えて2000年5月のブリーフケース盗難問題をニューヨーク・タイムズが暴露することを聞き、遂にオニールはFBIを退職することを決意し、より高給が望めるワールド・トレード・センターの警備責任者に転職した。
2001年8月19日、ニューヨーク・タイムズがオニールがニューヨークにおけるテロ対策に関する機密文書等が入ったブリーフケースを盗難され、FBIの内部監査の対象となっていたことを報道する。
FBIはブリーフケースが紛失した時間は極めて短く、窃盗犯による単純な盗難であり、さらに機密文書が閲覧された形跡はないと結論付けており、一部の者はオニールを擁護し、彼がネガティブキャンペーンの対象になっていることを示唆した。
同僚によるとオニールはニューヨーク・タイムズへ情報を暴露したのはフリー長官の後任であり、彼と反目していたFBI副長官のトーマス・J・ピカードだと考えていたという。

### テロによる死

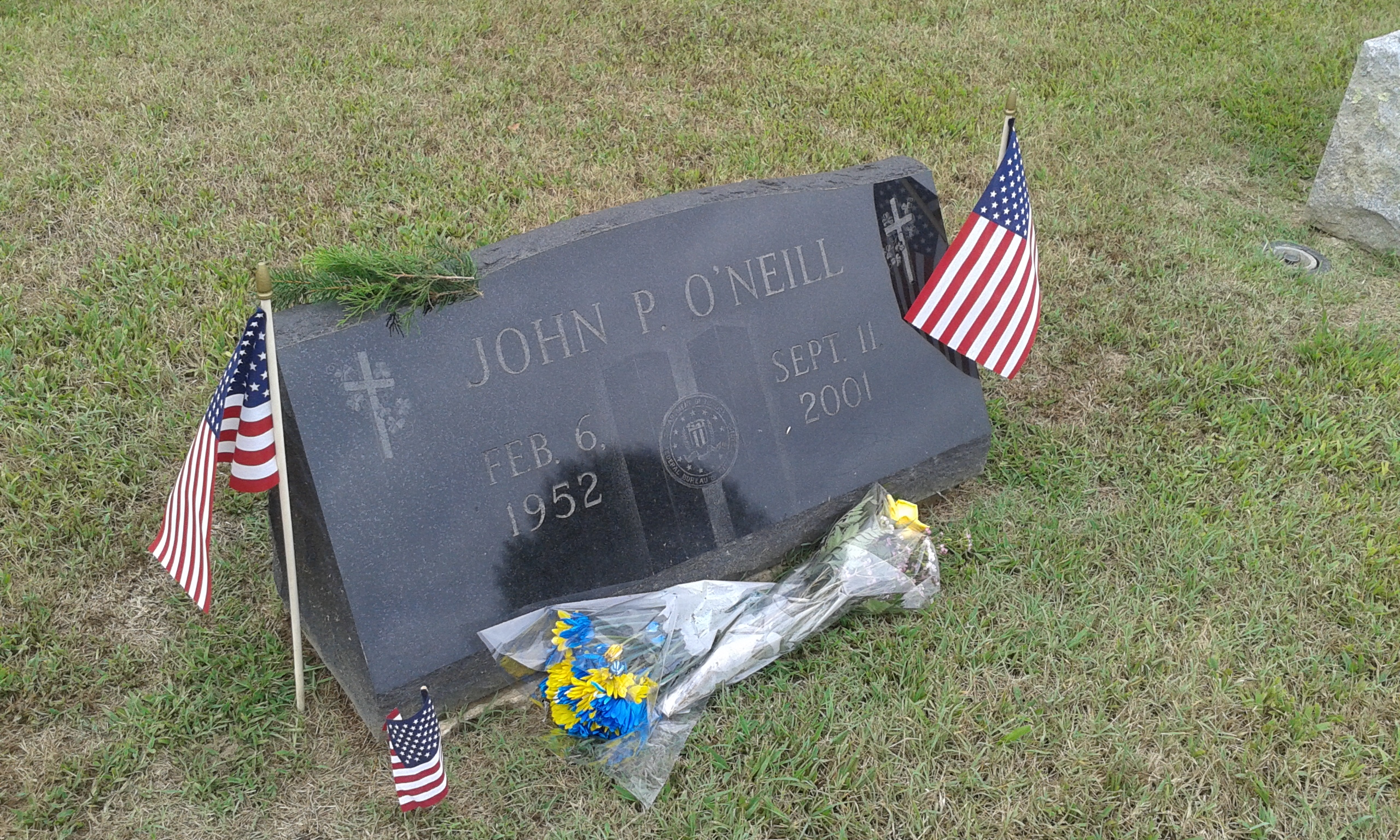
ニュージャージー州メイスランディングのホーリークロス墓地にあるオニールの墓石。

2001年８月下旬よりオニールはワールド・トレード・センターで働き始めるが、友人であるアイシャムが「彼ら(アル・カイーダ)がここを再び攻撃することはないだろう」と冗談めかして言った際には「彼らは多分やってのけるつもりだ」と答えたという。
2001年9月11日、オニールはアメリカ同時多発テロによるサウスタワーの崩壊により死亡した。20年来の友人であるFBI捜査官のウェズリー・ウォンはノースタワーのロビーに設けられた臨時の指令所でオニールと言葉を交わしており、最後にサウスタワーに向かうトンネルに走っていく彼の姿を目撃したという。
彼の遺体はテロ発生から10日後の21日にサウスタワーの瓦礫の中から発見された。